# Тай, Пол
Пол Тай (англ. Paul Tighe; род. 12 февраля 1958, Ан-Уавь, графство Мит, Ирландия) — ирландский прелат. Секретарь Папского Совета по массовым коммуникациям с 30 ноября 2007 по 19 декабря 2015. Титулярный епископ Дривастума с 19 декабря 2015. Адъюнкт-секретарь Папского Совета по культуре с 19 декабря 2015 по 28 октября 2017. Секретарь Папского Совета по культуре с 28 октября 2017 по 5 июня 2022. Секретарь секции культуры Дикастерии культуры и образования с 5 июня 2022.

## Биография
В 1979 году окончил Дублинский университетский колледж. Продолжил образование в дублинском Колледже Святого Креста и римском Папском ирландском колледже. Рукоположён в священника 10 июля 1983 года, после чего служил дублинской архиепархии. Изучал нравственное богословие в Папском Григорианском университете. С 1990 года преподавал нравственное богословие в Институте образования «Mater Dei» в Дублине. В 2004 году был назначен руководителем Службы по массовым коммуникациям дублинской архиепархии. 30 ноября 2007 года указом Римского папы Бенедикта XVI назначен Секретарём Папского совета по массовым коммуникациям.
19 декабря 2015 года возведён в титулярные епископы Дривастума и назначен адъюнкт-секретарём Папского Совета по культуре.
28 октября 2017 года Папа Франциск назначил монсеньора Тая секретарём Папского Совета по культуре.